# Pasar Laru
Pasar Laru is een bestuurslaag in het regentschap Mandailing Natal van de provincie Noord-Sumatra, Indonesië. Pasar Laru telt 569 inwoners (volkstelling 2010).